# Dornier 328
Dornier 328 là một loại máy bay chở khách. Ban đầu do Dornier Luftfahrt GmbH chế tạo, sau đó năm 1996 bị Fairchild Aircraft mua lại.

## Biến thể

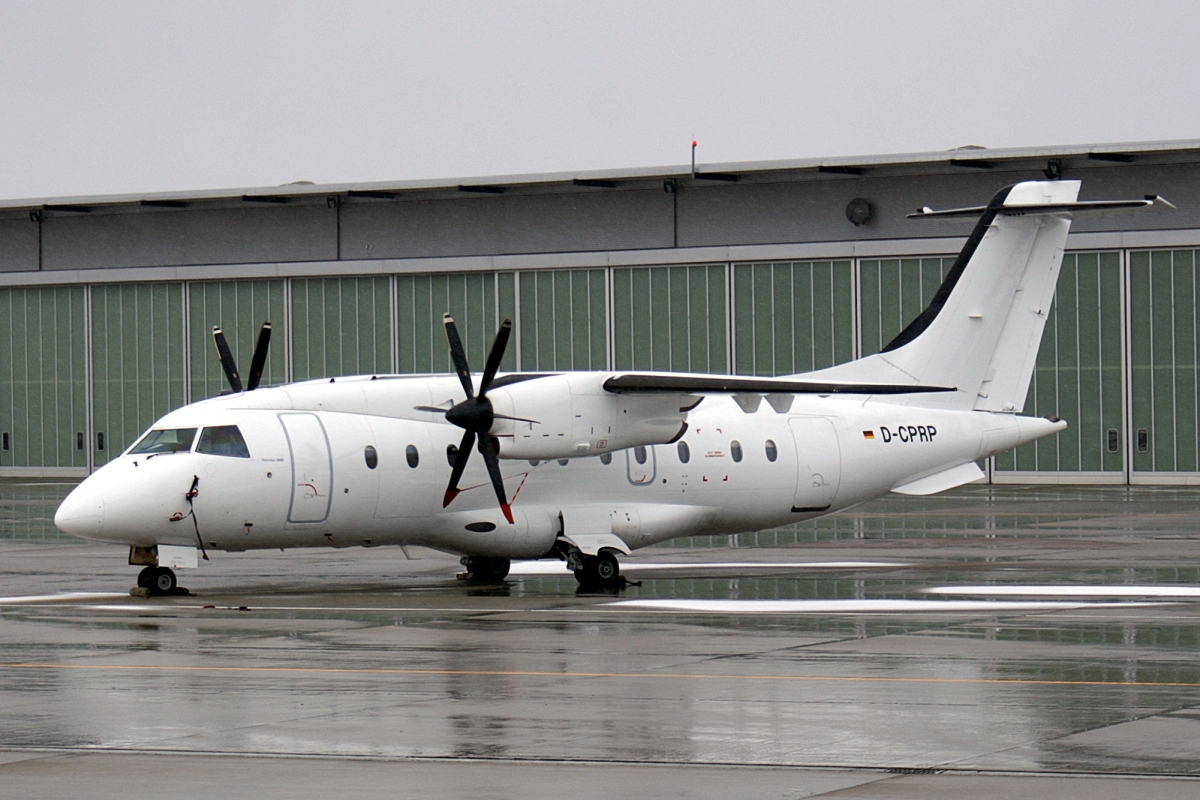
Do 328-100 của hãng Excellent Air

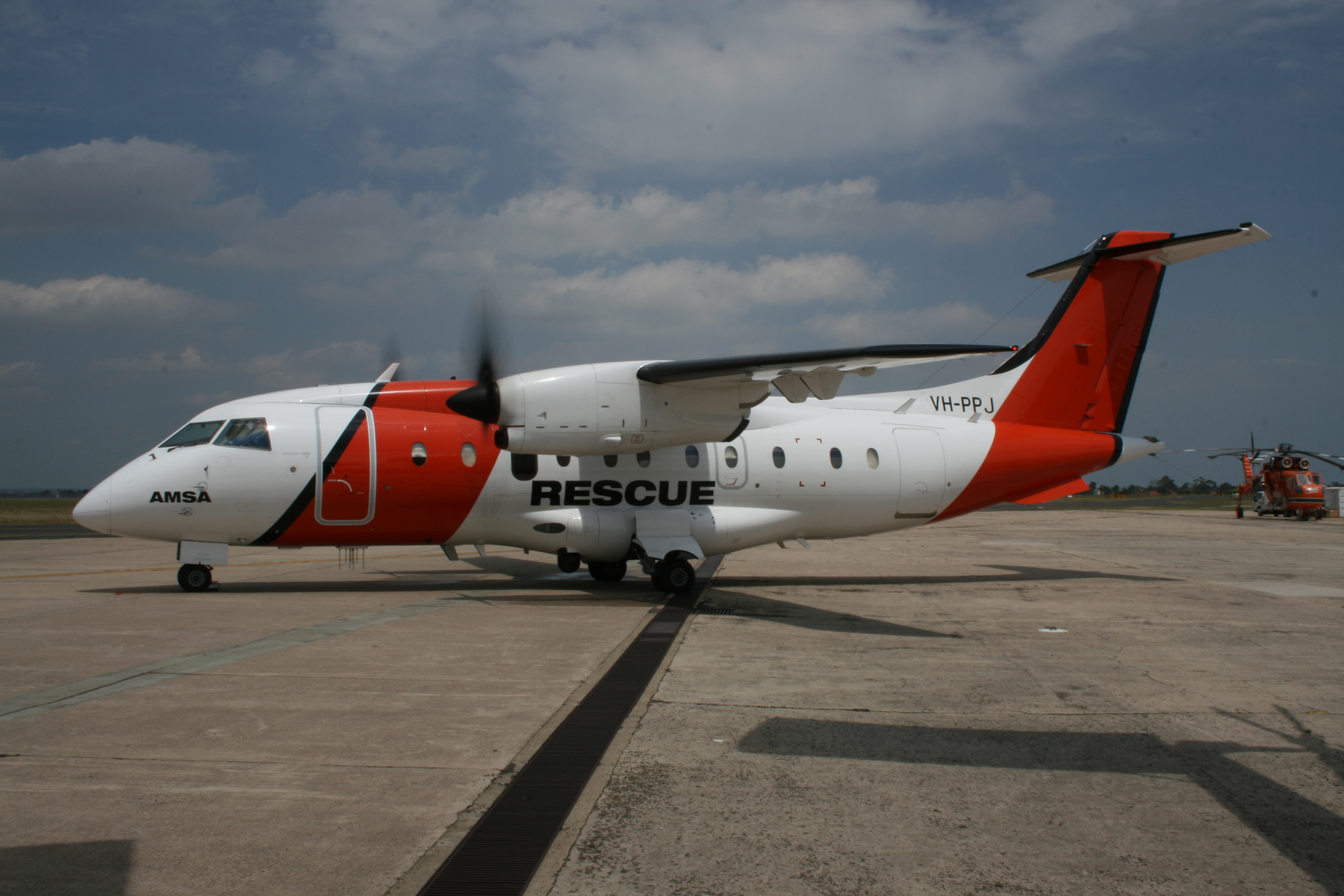
Dornier 328-100 của hãng AeroRescue

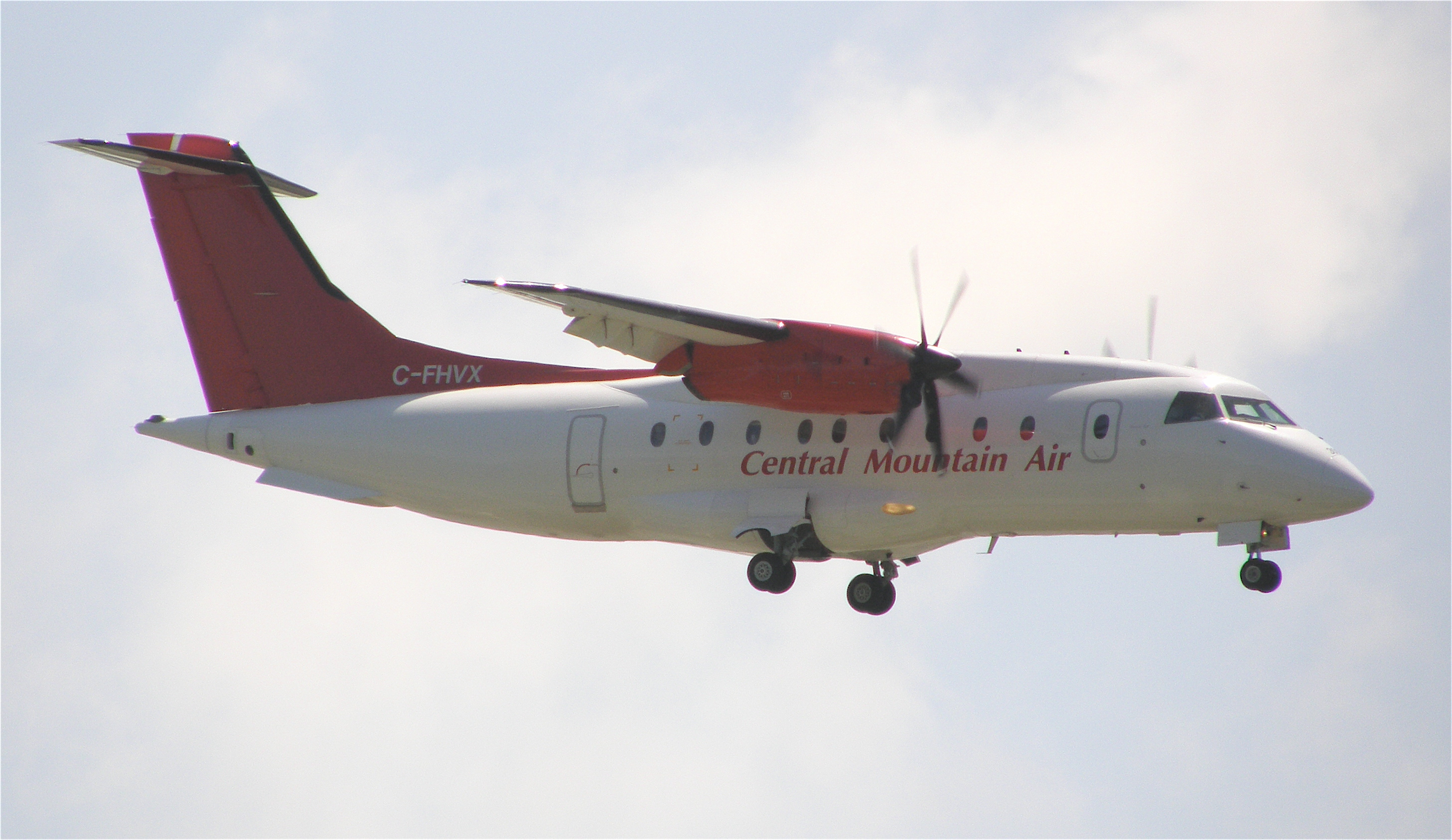
Dornier 328-100 thuộc hãng Central Mountain Air tại sân bay quốc tế Vancouver

- 328-100
- 328-110
- 328-120
- 328-130
- 328JET
- C-146A[1]

## Quốc gia sử dụng
Đến tháng 8 năm 2010, tổng cộng còn 166 chiếc đang hoạt động, với 67 chiếc Dornier 328-100 thuộc các hãng hàng không. Chủ yếu gồm: Loganair (6), Satena (6), và South East Asian Airlines (5), Vision Airlines (4), Sky Work Airlines (5), Central Mountain Air (2), Inter Island Airways (1). 9 hãng khác sử dụng ít hơn.
 Úc
- Cơ quan an toàn hàng hải Australia

 Botswana
- Không đoàn lực lượng phòng thủ Botswana

 Canada
- Central Mountain Air (2)
- Pratt & Whitney Canada (1) 328Jet

 Colombia
- Satena (6)
- Aerolinea de Antioquia (4, 2 từ Avianca Ecuador)

 Chile
- Aerocardal (2)

 Đan Mạch
- Sun Air of Scandinavia (9)

 Đức
- Cirrus Airlines (9)

 Ý
- Air Alps (5)

 Indonesia
- Express Air (8) 6 328-100, 2 328-300

 Thụy Sĩ
- Sky Work Airlines (5)

 Anh Quốc
- Loganair (6)

## Tính năng kỹ chiến thuật (Dornier 328-110)
Đặc điểm tổng quát
- Kíp lái: 3
- Sức chứa: 30 tới 33 hành khách (14 trong cấu hình 1 hạng)
- Chiều dài: 21,11 m (69 ft 7 in)
- Sải cánh: 20,98 m (68 ft 10 in)
- Chiều cao: 7,24 m (23 ft 9 in)
- Diện tích cánh: 40 m² (431 ft²)
- Trọng lượng rỗng: 8.920 kg (19.670 lb)
- Trọng tải có ích: 3.450 kg (7.606 lb)
- Trọng lượng cất cánh tối đa: 13.990 kg (30.840 lb)

 Hiệu suất bay 
- Vận tốc hành trình: 620 km/h (335 kts)
- Tầm bay: 1.850 km (1.000 nm, 1.150 mi)
- Trần bay: 9.455 m (31.020 ft)

Hệ thống điện tử

Honeywell PRIMUS 2000